# Coupe de France féminine de cyclisme sur route 2016
Cet article traite uniquement de la compétition féminine. Pour les résultats de la compétition masculine, voir Coupe de France de cyclisme sur route 2016.
Navigation
Coupe de France 2015 Coupe de France 2017
La Coupe de France féminine de cyclisme sur route 2016 est la 17e édition de la Coupe de France féminine de cyclisme sur route. La victoire revient à la Portugaise Daniela Reis.
Cette édition se déroule du 13 mars au 26 août 2016 et est composée de 10 épreuves soit une de moins que lors de l'édition précédente. 

## Résultats
| Date          | Course                                      | Vainqueur         | Deuxième            | Troisième          |
| ------------- | ------------------------------------------- | ----------------- | ------------------- | ------------------ |
| 13 mars       | Grand Prix de Chambéry                      | Marjolaine Bazin  | Juliette Labous     | Daniela Reis       |
| 28 mars       | Prix de la Ville du Mont Pujols             | Daniela Reis      | Léna Gerault        | Pauline Clouard    |
| 24 avril      | Petites Reines de Sauternes                 | Daniela Reis      | Évita Muzic         | Sylvie Riedle      |
| 1er mai       | La Mérignacaise                             | Laurie Berthon    | Pascale Jeuland     | Soline Lamboley    |
| 15 mai        | Grand Prix Fémin'Ain d'Izernore             | Émilie Rochedy    | Sandrine Bideau     | Astrid Chazal      |
| 12 juin       | Prix des communes de Nogent-l'Abbesse       | Aude Biannic      | Marjolaine Bazin    | Séverine Eraud     |
| 19 juin       | Classic Féminine de Vienne Poitou-Charentes | Aude Biannic      | Maéva Paret-Peintre | Fanny Riberot      |
| 10 juillet    | Tour de Haute Saintonge                     | Fanny Leleu       | Marion Sicot        | Juliette Labous    |
| 30-31 juillet | Tour de Charente-Maritime                   | Charlotte Bravard | Séverine Eraud      | Annabelle Dreville |
| 26 août       | La Picto-Charentaise                        | Greta Richioud    | Eugénie Duval       | Charlotte Bravard  |

## Classements
|     | Coureuse         | Points |
| --- | ---------------- | ------ |
| 1re | Daniela Reis     | 360    |
| 2e  | Marjolaine Bazin | 329    |
| 3e  | Aude Biannic     | 235    |
| 4e  | Émilie Rochedy   | 233    |
| 5e  | Marion Sicot     | 230    |
| 6e  | Séverine Eraud   | 230    |
| 7e  | Sandrine Bideau  | 218    |
| 8e  | Soline Lamboley  | 208    |
| 9e  | Mélodie Lesueur  | 207    |
| 10e | Astrid Chazal    | 202    |

- Coupe de France espoirs :  Émilie Rochedy
- Coupe de France juniors :  Juliette Labous